# PlayStation VR

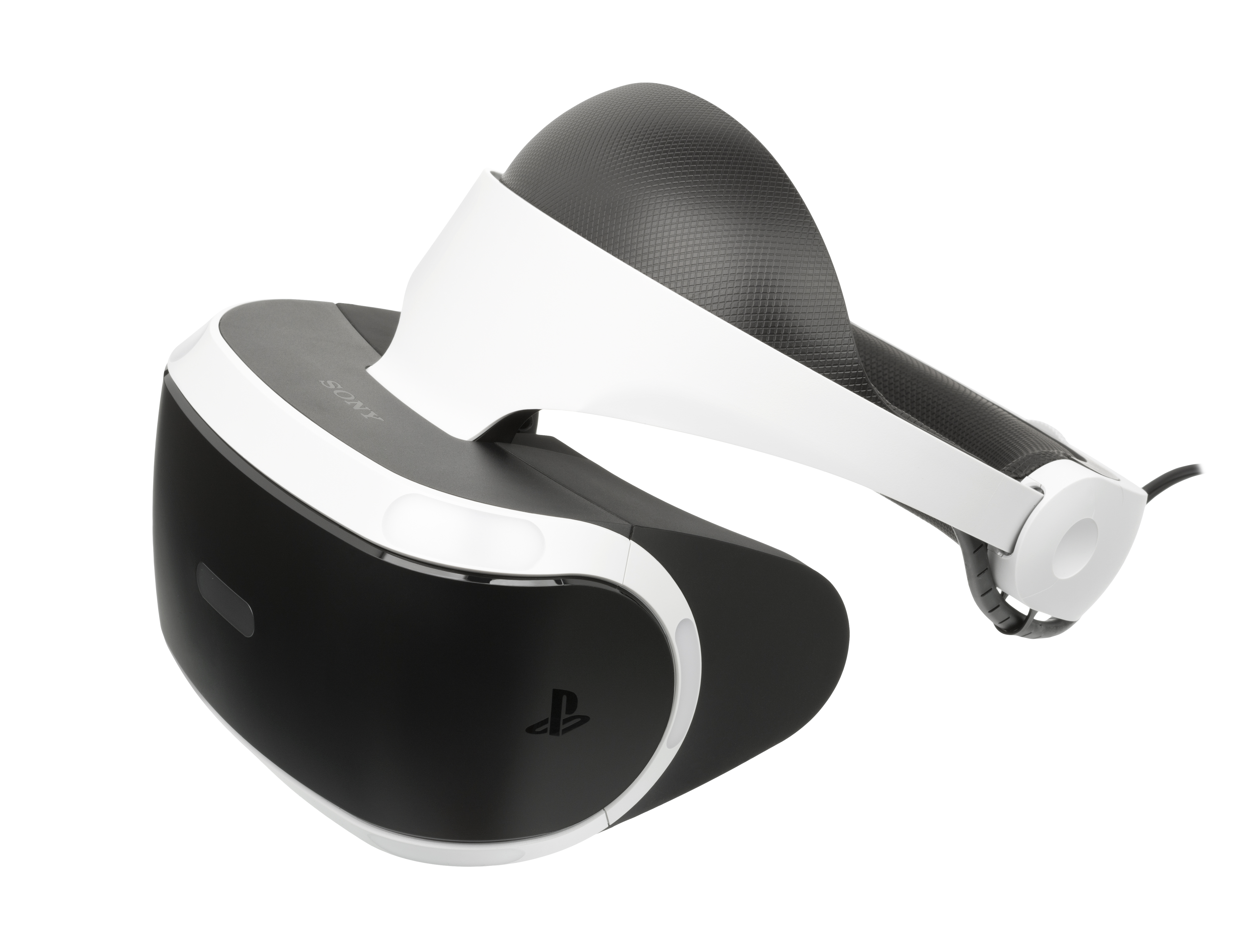

PlayStation VR, voorheen bekend onder codenaam Project Morpheus, is de virtual reality-headset geproduceerd door Sony Interactive Entertainment. De headset is verkrijgbaar sinds 13 oktober 2016.

## Geschiedenis
Sony's interesse in headsettechnologie dateert van de jaren negentig. Hun eerste commerciële headset, de Glasstron, werd op de markt gebracht in 1997. Begin 2014 gaf onderzoek- en ontwikkelingstechnicus Anton Mikhailov aan dat zijn team meer dan drie jaar aan PlayStation VR had gewerkt. De buitenkant van de PlayStation Move werd ontworpen met toekomstige ongespecificeerde headsettechnologie in gedachten.

### Aankondiging
PlayStation VR werd voor het eerst aangekondigd op de Game Developers Conference 2014 als Project Morpheus. SIE Worldwide Studios president Shuhei Yoshida introduceerde het apparaat op 18 maart 2014 en stelde dat PlayStation VR "de volgende innovatie van PlayStation is en het de toekomst van computerspellen zal vormen".

## Spellen
In maart 2016 zei Sony dat er 230 ontwikkelaars actief bezig waren met content voor PSVR, met 50 titels beschikbaar tegen het einde van het jaar.
Bestaande niet VR-spellen kunnen gespeeld worden met PlayStation VR via "Cinematic Mode", waardoor de inhoud op een gesimuleerd projectiescherm in een 3D-ruimte wordt weergegeven. De modus heeft drie opties voor schermafmetingen, variërend van maximaal 226 inches (574 cm) in virtueel formaat. PlayStation VR ondersteunt ook de weergave van 360-graden foto's en video. Andere functies zoals Share Play en Live van PlayStation zijn ook beschikbaar met de headset.